# Nicu Vlad
Nicu Vlad (* 1. listopadu 1963 Piscu) je bývalý rumunský vzpěrač. Vrcholovému sportu se věnoval od roku 1978, byl členem klubu Rapid Bukurešť.

## Kariéra
Startoval na čtyřech olympiádách. V roce 1984 vyhrál kategorii do 90 kg, v roce 1988 získal stříbrnou medaili do 100 kg, v roce 1992 skončil čtvrtý ve váze do 108 kg a v roce 1996 ve stejné váhové kategorii získal bronzovou medaili.
Je také vítězem dvojboje na mistrovství světa ve vzpírání v letech 1986 a 1990 a na mistrovství Evropy ve vzpírání 1985 a 1986. V roce 1994 reprezentoval Austrálii na Hrách Commonwealthu a vyhrál kategorii do 108 kg. Dvakrát překonal světový rekord v trhu. Vymyslel posilovací cvik, který je podle jeho rodné země známý jako „rumunský mrtvý tah“.
Po ukončení závodní kariéry se stal reprezentačním trenérem, byl zvolen místopředsedou Rumunského olympijského výboru i Mezinárodní vzpěračské federace.